# Halve marathon van Philadelphia

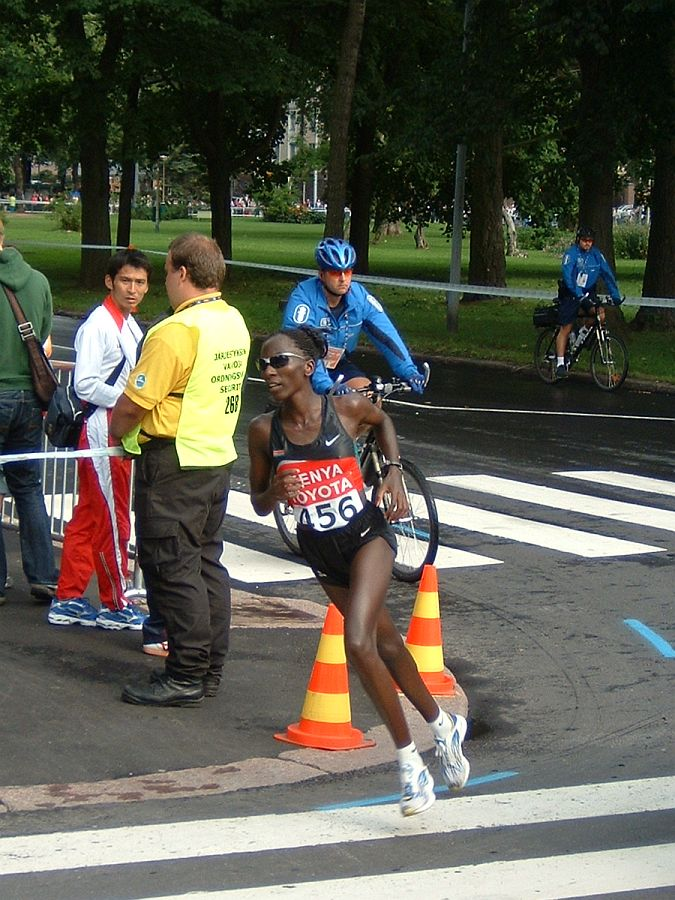
Catherine Ndereba uit Kenia won de halve marathon van Philadelphia zeven keer.

De halve marathon van Philadelphia is een hardloopwedstrijd over een afstand van een halve marathon (21,1 km), die jaarlijks in Philadelphia (Pennsylvania) in de Verenigde Staten wordt gelopen. De wedstrijd wordt gehouden op de derde zondag in september.

## Geschiedenis
De wedstrijd werd in 1978 voor het eerst georganiseerd onder de naam Philadelphia Distance Run. Van 1982 tot en met 1984 heette het de Philadelphia Distance Classic. In 2010 werd het evenement overgenomen door de Competitor running group, waarna het onderdeel werd van de Rock 'n' Roll Marathon Series. De naam veranderde toen in de Rock 'n' Roll Philadelphia Half Marathon.
De wedstrijd werd negen jaar genoemd naar het Jefferson Hospital en later vier jaar gesponsord door de ING Groep.
De wedstrijd kreeg al snel veel internationale deelnemers: viervoudig olympisch kampioen Lasse Virén uit Finland won de tweede editie en hij werd gevolgd door andere buitenlandse olympische medaillewinnaars, zoals de Nieuw-Zeelander Rod Dixon en Michael Musyoki uit Kenia.

## Historische prestaties
Joan Samuelson won driemaal achtereenvolgend van 1983 tot 1985, in wereldrecordtijden van 1:09.14 en 1:08.34 uur. De laatste tijd stond meer dan twintig jaar als Amerikaans record en werd gebroken door Deena Kastor in de editie 2005 van de Philadelphia Distance Run, met haar winnende tijd van 1:07.53.
Ook de mannen liepen tijdens de halve marathon van Philadelphia historisch snelle tijden: Michael Musyoki's winnende tijd van 1:01.36 uur was in 1982 een wereldrecord en in 1985 liep Mark Curp een wereldrecord in 1:00.55.
De huidige parcoursrecords werden gelopen in 2011 en zijn de snelste tijden ooit gemeten voor de halve marathon op Amerikaanse bodem: Mathew Kisorio liep de vijfde snelste tijd ooit (58.46), terwijl Kimberley Smith bij de vrouwen een recordtijd liep van 1:07.11 uur, de zevende snelste vrouw ooit in de halve marathon.

## Nederlandse en Belgische medailles
In 1992 won de Nederlandse Wilma van Onna bij de vrouwen in 1:10.59. Dit was haar eerste halve marathon en is tot op heden de achtste snelste tijd ooit gelopen door een Nederlandse (peildatum 5 oktober 2018). De Belgische atlete Ria Van Landeghem behaalde de zilveren medaille in 1987 met een tijd van 1:12.44. Adriënne Herzog uit Nederland behaalde zilver in 2013 in 1:12.58.

## Parcours
De start is op de Benjamin Franklin Parkway ter hoogte van de 22e Street. Het eerste deel loopt door het centrum, langs de Philadelphia City Hall en andere bezienswaardigheden. Dan loop je langs de rechteroever van de Schuylkill River stroomopwaarts naar Falls Bridge en op de linkeroever terug naar de finish bij het Philadelphia Museum of Art.

## Parcoursrecords
- Mannen: 58.46 - Mathew Kisorio  Kenia (2011)
- Vrouwen: 1:07.11 - Kimberley Smith  Nieuw-Zeeland (2011)

## Uitslagen
| Editie | Jaar | Snelste man             | Land | Tijd      | Snelste vrouw       | Land | Tijd    |
| ------ | ---- | ----------------------- | ---- | --------- | ------------------- | ---- | ------- |
| 1      | 1978 | Julio Piazza            | USA  | 1:07.35   | Nora Johnson        | USA  | 1:24.34 |
| 2      | 1979 | Lasse Virén             | FIN  | 1:04.48   | Lena Hollman        | SWE  | 1:20.06 |
| 3      | 1980 | Rod Dixon               | NZL  | 1:03.39   | Jan Yerkes          | USA  | 1:17.56 |
| 4      | 1981 | Rod Dixon               | NZL  | 1:02.12   | Jan Yerkes          | USA  | 1:13.33 |
| 5      | 1982 | Michael Musyoki         | KEN  | 1:01.36   | Judi St. Hilaire    | USA  | 1:13.13 |
| 6      | 1983 | Michael Musyoki         | KEN  | 1:02.49   | Joan Samuelson      | USA  | 1:09.14 |
| 7      | 1984 | Dean Matthews           | USA  | 1:02.14   | Joan Samuelson      | USA  | 1:08.34 |
| 8      | 1985 | Mark Curp               | USA  | 1:00.55   | Joan Samuelson      | USA  | 1:09.44 |
| 9      | 1986 | Mark Curp               | USA  | 1:01.43   | Midde Hamrin        | SWE  | 1:11.41 |
| 10     | 1987 | Martyn Brewer           | USA  | 1:02.07   | Sylvia Mosqueda     | USA  | 1:10.47 |
| 11     | 1988 | Steve Jones             | GBR  | 1:02.17   | Lesley Lehane       | USA  | 1:10.47 |
| 12     | 1989 | El Mostafa Nechchadi    | MAR  | 1:02.01   | Nan Doak-Davis      | USA  | 1:11.24 |
| 13     | 1990 | Dionicio Cerón          | MEX  | 1:00.46   | Cathy O'Brien       | USA  | 1:09.39 |
| 14     | 1991 | Rolando Vera            | ECU  | 1:03.00   | Kim Jones           | USA  | 1:12.53 |
| 15     | 1992 | Noel Richardson         | IRL  | 1:03.13   | Wilma van Onna      | NED  | 1:10.59 |
| 16     | 1993 | Luketz Swartbooi        | NAM  | 1:01.26   | Colleen De Reuck    | RSA  | 1:10.26 |
| 17     | 1994 | William Kiptoo Koech    | KEN  | 1:02.04   | Anne-Marie Lauck    | USA  | 1:10.03 |
| 18     | 1995 | Joseph Kamau            | KEN  | 1:01.30   | Tatyana Pozdnyakova | UKR  | 1:12.56 |
| 19     | 1996 | Joseph Kamau            | KEN  | 1:01.02   | Catherine Ndereba   | KEN  | 1:10.40 |
| 20     | 1997 | Khalid Khannouchi       | MAR  | 1:00.27   | Colleen De Reuck    | RSA  | 1:10.06 |
| 21     | 1998 | Peter Githuka Mwangi    | KEN  | 1:01.58   | Catherine Ndereba   | KEN  | 1:09.46 |
| 22     | 1999 | Khalid Khannouchi       | MAR  | 1:00.47   | Catherine Ndereba   | KEN  | 1:10.31 |
| 23     | 2000 | Khalid Khannouchi       | USA  | 1:01.17   | Catherine Ndereba   | KEN  | 1:10.01 |
| 24     | 2001 | Ronald Mogaka           | KEN  | 1:01.25   | Catherine Ndereba   | KEN  | 1:08.30 |
| 25     | 2002 | Ronald Mogaka Boraya    | KEN  | 1:02.22   | Catherine Ndereba   | KEN  | 1:09.20 |
| 26     | 2003 | Laban Kipkemboi         | KEN  | 1:01.29   | Leah Malot          | KEN  | 1:11.20 |
| 27     | 2004 | Julius Kibet Koskei     | KEN  | 1:01.17.1 | Nuța Olaru          | ROU  | 1:09.38 |
| 28     | 2005 | Gudisa Shentema         | ETH  | 1:02.23   | Deena Kastor        | USA  | 1:07.53 |
| 29     | 2006 | Wilson Kebenei          | KEN  | 1:01.05   | Lineth Chepkurui    | KEN  | 1:10.09 |
| 30     | 2007 | Julius Kibet Kosgei     | KEN  | 1:02.02   | Pamela Chepchumba   | KEN  | 1:08.45 |
| 31     | 2008 | Yerefu Berhanu          | ETH  | 1:01.22   | Lilia Sjoboechova   | RUS  | 1:10.21 |
| 32     | 2009 | Ryan Hall               | USA  | 1:01.52   | Catherine Ndereba   | KEN  | 1:09.43 |
| 33     | 2010 | Mathew Kisorio          | KEN  | 1:00.16   | Meseret Defar       | ETH  | 1:07.45 |
| 34     | 2011 | Mathew Kisorio          | KEN  | 58.46     | Kimberley Smith     | NZL  | 1:07.11 |
| 35     | 2012 | Stanley Biwott          | KEN  | 1:00.03   | Sharon Cherop       | KEN  | 1:07.21 |
| 36     | 2013 | Stanley Biwott          | KEN  | 59.36     | Lyudmila Kovalenko  | UKR  | 1:08.59 |
| 37     | 2014 | Bitan Karoki            | KEN  | 59.23     | Aberu Kebede        | ETH  | 1:08.41 |
| 38     | 2015 | Timothy Ritchie         | USA  | 1:01.23   | Maegan Krifchin     | USA  | 1:09.51 |
| 39     | 2016 | Augustine Choge Kiprono | KEN  | 1:03.25   | Buze Diriba Kejela  | ETH  | 1:11.49 |
| 40     | 2017 | Galen Rupp              | USA  | 1:02.18   | Meseret Defar       | ETH  | 1:08.46 |